# Vivid Entertainment Group
Vivid Entertainment Group o más simplemente Vivid  es una de las mayores productoras de cine para adultos del mundo. Su catálogo de películas supera los 1500 títulos. Fue fundada en 1984 por Steven Hirsch.
Su sede central se encuentra en San Fernando Valley en la ciudad de Los Ángeles, California. 

## Estilo
Vivid se caracteriza por su gran número de producciones de tipo largometraje con trama, rodándose sus películas en grandes y a menudo glamorosos escenarios, siempre con intenciones de que tengan un prestigioso aspecto.
Una de sus principales características es que, a pesar de que sus producciones son de tipo hardcore, siempre son muy suaves y poco explícitas y, a diferencia de las producciones gonzo, que Vivid jamás realiza, nunca muestran prácticas sexuales extremas. Hechos como que Vivid nunca produce películas interraciales ni de connotaciones fetichistas o bondage, ni tampoco películas gonzo ni películas que muestren el mínimo ápice de sexo extremo o altamente explícito, además de su -hasta febrero de 2006- vigente norma de usar preservativos en todas sus producciones, refuerzan su estatus de porno suave.
Esto se debe a que a diferencia de un gran número de productoras pornográficas estadounidenses que a principios de los años 1990 comenzaron a dar un tono más explícito y extremo a sus producciones, Vivid decidió mantener un estilo suave, interesándose por crear pornografía dirigida a gente que normalmente no está muy familiarizada con el porno o no está interesada en ver actos altamente explícitos, además de para crear porno adecuado para parejas heterosexuales.Por ello, los fanes del gonzo y de la pornografía más explícita, a menudo detestan las producciones de Vivid, siendo el gonzo el género pornográfico opuesto total al estilo de las películas de la compañía.
Debido a la amplia demanda de producciones muy diferentes a las de Vivid en el mercado pornográfico, en 2006 Vivid comenzó a plantearse incluir otros géneros en sus producciones tales como interracial y haciendo opcional el uso de preservativos en sus películas, pero siempre manteniéndose fiel a su estilo.
Vivid también produce películas de pornografía gay bajo el sello Vivid Man.

## Marketing
Vivid produce aproximadamente unas 60 películas anuales, enfatizando mucho la promoción y el marketing de cada una de ellas, a diferencia de otros estudios pornográficos que lanzan al mercado un notablemente mucho más alto número de producciones, dedicando una altamente menor atención a su marketing y promoción.
Según la revista Forbes, Vivid tiene unas ganancias anuales de unos 100 millones de dólares.
Vivid, además de comercializar películas pornográficas en DVD y por internet, tiene su propia línea de productos eróticos.

## Chicas Vivid

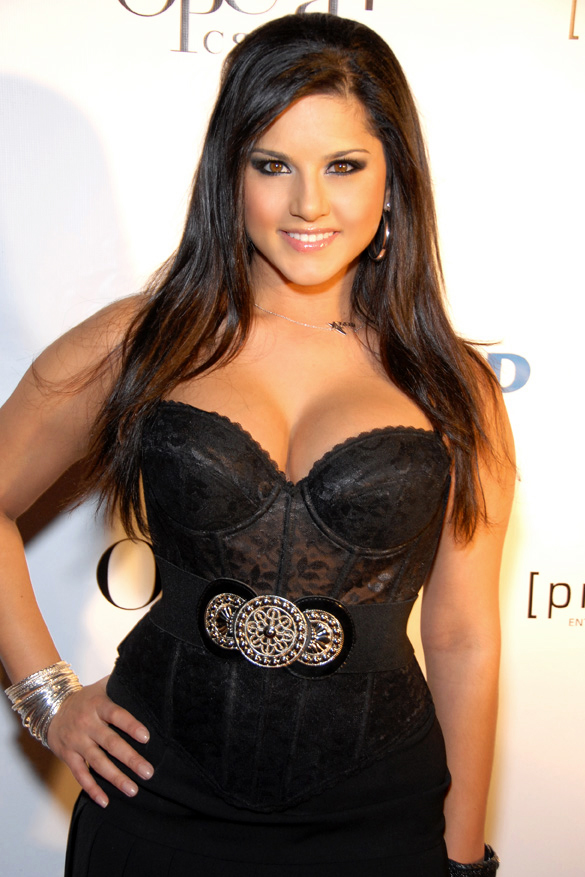
La actriz Sunny Leone, fue una de las Vivid Girls.

Además de su estilo, la otra característica fundamental de Vivid son sus estrellas o Chica Vivid (Vivid Girls), que trabajan exclusivamente para la productora. 
Vivid fue el primer estudio pornográfico en implantar esta política basada en contratar actrices de forma exclusiva.
Estos contratos conllevan la obligación de rodar un determinado número de películas al año (generalmente entre 6 y 10). Sin embargo, a mediados de 2010, Vivid optó por no renovar ninguno de los contratos exclusivos que mantenía, dando por terminados los recientemente firmados con Lia y AJ Bailey. Aun así, la propia empresa ha manifestado que esto no supone un cambio en su política y que no descarta en un futuro volver a contar con chicas en exclusiva.

### Chicas Vivid más recientes
- Hanna Hilton (2008-2009)
- Meggan Mallone (2008)
- Nikki Jayne (2008-2010)
- Savanna Samson (2002-2010)
- Sunny Leone (2005-2010)
- Lia (2010)
- AJ Bailey (2009-2010)

### Antiguas Chicas Vivid
Alex Taylor, Ashlyn Gere, Asia Carrera, Barbara Dare, Briana Banks (entre 2000 y 2008), Cassidey, Celeste, Chasey Lain, Cheyenne Silver, Chloe Jones, Christy Canyon, Dasha, Deidre Holland, Devon, Dyanna Lauren, Ginger Lynn, Gwen Summers, Hyapatia Lee, Jamie Summers, Janine, Jenna Jameson, Jenteal, Juanita Chong, Julia Ann, Kira Kener, Kobe Tai, Lanny Barby  (entre 2005 y 2009), Leslie Glass, The Love Twins, Monique Alexander (entre 2004 y 2009), Mercedez,  Nikki Charm, Nikki Dial, Nikki Tyler, Racquel Darrian, Raylene,  Savannah, Sky, Stefani Morgan (entre 2005 y 2008), Sunrise Adams (entre 2002 y 2008), Tawny Roberts, Taylor Hayes, Tera Patrick, Tia Bella y Tori Welles, David Elizabeth Mann.